# Leonardo Cremonini

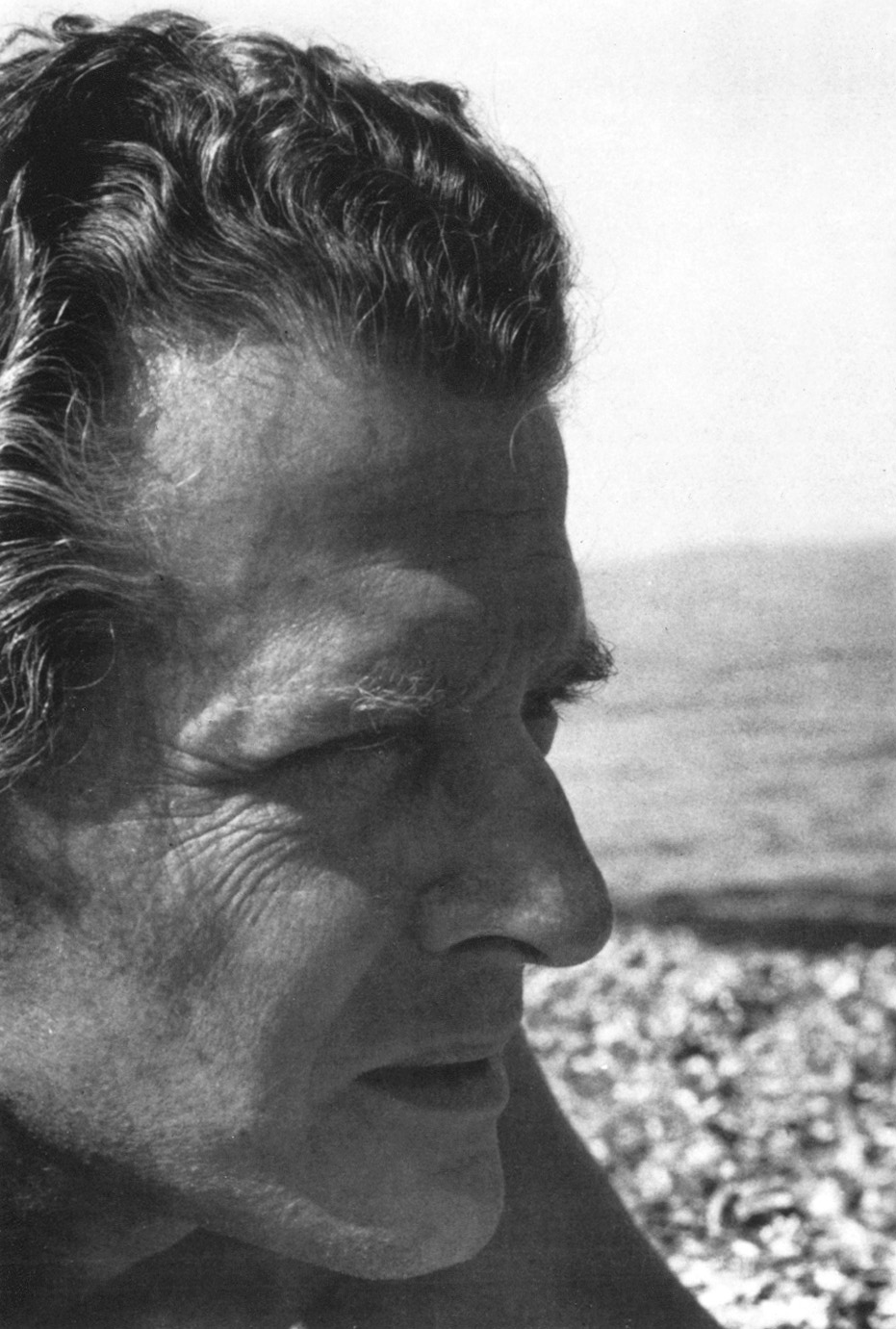
Leonardo Cremonini

Leonardo Cremonini (* 26. November 1925 in Bologna; † 12. April 2010 in Paris) war ein italienischer Maler.

## Leben und Werk
Leonardo Cremonini war der Sohn eines Eisenbahners und Amateurmalers, der ihm früh die Grundlagen der Malerei zeigte. 1935 wurde der Vater beruflich versetzt; die Familie zog nach Paola um. Die tyrrhenische Küste machte einen tiefen und nachhaltigen Eindruck auf ihn; immer wieder findet sie sich als Thema in seinem späteren Werk.
Unterstützt durch ein Stipendium des Collegio Venturoli studierte er von 1932 bis 1936 an der Akademie der Schönen Künste von Bologna, und anschließend an der Accademia di Belle Arti di Brera in Mailand. 1948 hatte er seine erste Ausstellung in Verona.
In Bologna lernte er Giorgio Morandi kennen. Durch dessen Förderung erhielt er ein weiteres Stipendium, das ihm 1951 einen Aufenthalt in Paris ermöglichte. Im gleichen Jahr wurden dort Werke von ihm im Zentrum für italienische Kunst ausgestellt. Seine ersten Kunden fand er jedoch in den USA; infolge einer Ausstellung in der Galerie von Catherine Viviano im Jahr 1952. Diese Galerie veranstaltete in den folgenden 10 Jahren noch drei weitere Ausstellungen mit seinen Werken.
In seinen Anfangsjahren folgte er in seinem Stil Giorgio Morandi, Mario Sironi und Felice Casorati. Auch die Malerei von Francis Bacon beeinflusste ihn erheblich, obwohl sie in jener Zeit nicht hoch angesehen war, desgleichen Bernard Lorjou im Bereich der zeitgenössischen französischen Kunst. Seine frühen Werke, von expressionistischer Anmutung, zeigen gefolterte Körper und gehäutete Tiere. Im Lauf der Zeit entwickelte sich sein Stil zu intellektueller Verfeinerung.
1960 brachte eine Ausstellung in der Pariser Galerie du Dragon seine Werke wieder dem französischen Publikum nahe. In den 1960er Jahren reihte er sich in die Bewegung der Figuration narrative, der erzählenden Darstellung, ein. Seine Kunst fand Anklang und kritische Würdigung bei einer ganzen Reihe bekannter französischer und italienischer Schriftsteller und Literaten. Unter denjenigen, die Essays, Analysen und Kritiken seines Werks schrieben, befanden sich Louis Althusser, Michel Butor, Italo Calvino, Régis Debray sowie Marc Le Bot. Letzterer widmete ihm ein ganzes Buch und, von noch größerem Einfluss, einen ganzen Vorlesungstermin in seinem Kurs über die Geschichte der zeitgenössischen Kunst an der Universität Paris I. Umberto Eco zeigte sich verblüfft über diese außergewöhnliche Rezeption – und schloss sich der Reihe der Cremonini-Interpreten an. Cremoninis Kunst sei „malerisch“, so Eco, bedingt durch großräumige, geometrische Bildaufteilung, große Abstände, und Auflösung der materiellen Körper. Sie erzähle, schaffe zweideutige Verwicklungen und unterschwellige visuelle Gedankenketten zur Rolle des Subjekts, des Blickes, des Begehrens und der Wollust. Andere Kritiker verglichen ihn mit Balthus.
Viele seiner Bilder zeigen bei vordergründiger Betrachtung sorglos spielende Kinder. Auf den zweiten Blick sieht man, dass sie sich in prekärer Lage befinden: An der wenig vertrauenerweckenden Brüstung eines hohen Balkons, in der Nähe eines Schranks, unter dem sich ein scharfkantiges, wie ein Pfeil geformtes Schild befindet, oder hinter einem Türrahmen, ein sich liebendes erwachsenes Paar beobachtend. Ein besonders tückisches Bild zeigt die Kinder nicht direkt, sondern auf einem Verkehrsschild Vorsicht Kinder; die Ampel am Fußgängerübergang zeigt Orange, davor stehen riesige Autos, ungeduldig wartend, und über den Übergang kullert ein Ball.
1969 wurde ihm eine erste große Retrospektive im Palais des beaux-arts in Brüssel gewidmet. Im Lauf der Jahre folgten unter anderem Retrospektiven in Paris, Mailand, Prag, Tokio und Basel.
1983 wurde Cremonini als Direktor des Ateliers an die École des beaux-arts in Paris berufen. Der damalige Kulturminister Jack Lang verband damit die Absicht, die traditionsreiche Hochschule stärker der zeitgenössischen Kunst zu öffnen. Paradoxerweise verschloss sich in den Jahren danach seine Kunst den aktuellen Strömungen. Mit der wilden, sogenannten freien Kunst der nachfolgenden Generation, verkörpert durch Künstler wie Jean-Michel Basquiat, Robert Combas oder Hervé Di Rosa, mochte er sich nicht anfreunden. „Malerei darf nicht lärmen“, schrieb er 1980, „denn nur der Zweifel ist dynamisch.“ Seine eigenen Spätwerke sind weiterhin figurativ, jedoch mit äußerster Präzision geordnet. Er widmete nun dem Licht mehr Aufmerksamkeit, grell und erdrückend kraftvoll in Gestalt der Sonne auf den Äolischen Inseln, oder verwaschen durch die Nebel in Trouville, wo er sich häufig aufhielt.

## Ehrungen
- 1980: Assoziiertes Mitglied der Académie royale des Sciences, des Lettres et des Beaux-Arts de Belgique[3]
- 1993: Ordre des Arts et des Lettres (Komtur)[4]
- 2001: Aufnahme in die Académie des Beaux-Arts